# Идальго, Бартоломе
Бартоломе́ Хосе́ Ида́льго (исп. Bartolome José Hidalgo; 24 августа 1788, Монтевидео, вице-королевство Рио-де-ла-Платы, Испанская империя — 28 ноября 1822, Морон, провинция Буэнос-Айрес, Аргентина) — великий латиноамериканский поэт, герой национально-освободительного движения. Соратник генерал-протектора Хосе Артигаса. Творческое наследие Бартоломе Идальго является общим достоянием народов Ла-Платы — уругвайцев и аргентинцев.

## Биография

### Юные годы: пастух и поэт
Бартоломе Идальго — сын Хуана Идальго и Каталины Хименес, уроженец портового города Монтевидео, столицы испанской колонии Banda Oriental (Восточная полоса, Восточный Берег Рио-де-Ла-Платы). В 1800 г. ушёл из жизни Хуан Идальго, семья впала в крайнюю нужду, и 12-летний Бартоломе пошёл в ученики к парикмахеру. Уже тогда он обнаружил в себе поэтический талант. В 1803 году Бартоломе поступил на работу в магазин Мартина Хосе Артигаса — большого друга его отца.
В юности Идальго близко познакомился с ла-платскими пастухами-гаучо. Их традиции стали пищей для его вдохновения, их певцы-пайядоры — его учителями… Лучшим другом Бартоломе (несмотря на большую разницу в возрасте) стал предводитель контрабандистов-гаучо, а затем испанский колониальный офицер Хосе Хервасио Артигас (сын вышеупомянутого Мартина Хосе Артигаса). Удивительны параллели этих двух звёздных судеб! Оба — из старожилов Монтевидео. Оба в юности связали свою жизнь с номадами-гаучо… Как утверждает уругвайская историография, предками гаучо по мужской линии были гуанчи, переселившиеся с канарского острова Тенерифе в 1724-30 годах в район только что основанного Монтевидео. Часть гуанчей поселилась в самом городе, большинство же включилось в процесс колонизации Ла-платской Пампы. К тому времени гуанчи уже забыли родной язык, но сохранили стойкое национальное самосознание. И в документах Рио-де-ла-Платы, относящихся к 1-й половине XVIII века, то и дело фигурируют Guanches и Guanchos. Этноним гаучо также не имел единой транскрипции — и в более поздней Ла-платской документации то и дело мелькают Gaucho, Gahuchos, Gaúchos, Gauchos — а также Huacho и Huachus. То есть фонетический переход был довольно-таки плавным… Что касается Артигаса, то он был достоверным потомком «столичных гуанчей». И в 12-летнем возрасте он попал не в чуждую ему, но в родную по крови среду — и успешно самореализовался в этой среде! То же самое, с большой долей вероятности, можно сказать и про Идальго.
В 1805 году Бартоломе Идальго был свидетелем на свадьбе Хосе Артигаса с его двоюродной сестрой Рафаэлой-Росалией Вильягран. На тот момент Артигас уже был признанным лидером Нации Гаучо (Artigas era el lider de la Nación Gaucha)…

### Поэт и солдат
В 1807 году губернатором Монтевидео был назначен Франсиско Хавьера де Элио. В том же году Идальго вступил в батальон милиции Монтевидео, которым командовал Франсиско Антонио Масиэль, известный филантроп и потомок гуанчей. Артигас, Масиэль и Идальго приняли участие в боях со вторгшимися в Ла-платские страны британцами. В том же 1807 году Масиэль погиб… В 1809 году Хосе Артигас был произведён в капитаны. В том же году Наполеон I вторгся в Испанию. В следующем, 1810 году в Южную Америку пришли известия о том, что Наполеон сместил с престола испанского короля — и тогда в вице-королевстве Рио-де-ла-Платы произошла Майская революция. Началась война за независимость испанских колоний в Америке. В Буэнос-Айресе Майская революция привела к власти т. н. Первую хунту. А Элио приютил в Монтевидео не поддержавших оную роялистов, и сделал «ход конём», провозгласив новым вице-королём Рио-де-ла-Платы… себя. 19 января 1811 года самовыдвижение Элио было подтверждено Кадисской Хунтой, руководившей борьбой против Наполеона в Испании.
Невдалеке от города Асенсио 150 гаучо, во главе с Артигасом, объявили о восстании против Элио. Буэнос-Айресская революционная хунта произвела Артигаса в полковники и помогла ему оружием и деньгами. Повстанцам удалось взять под контроль значительную часть земель Восточной полосы. 18 мая 1811 года основные силы Элио были разбиты Артигасом в битве при Лас-Пьедрас, после чего под контролем вице-короля остались лишь Монтевидео и Колония-дель-Сакраменто. Армия гаучо, не встречая никакого сопротивления, двинулась к столице… Во время дела при Лас-Пьедрасе Бартоломе Идальго находился в Монтевидео — но уже вскоре, в ходе обмена военнопленными, поэт присоединился к армии Артигаса… Между тем, Элио сделал второй «ход конём». Испанский вице-король обратился за помощью к португальцам. Кроме того, он вступил в тайный сговор с хунтой Буэнос-Айреса, которая не любила и побаивалась Артигаса. Три прежде непримиримо-враждебных силы договорились о молчаливой координации своих действий!
В июле 1811 г. португальцы вторглись в Восточную полосу и принудили Артигаса снять осаду Монтевидео. Это совпало с поражениями революционных сил в Парагвае и Верхнем Перу. А имевшиеся в распоряжении Элио военно-морские силы организовали блокаду Буэнос-Айреса. Хунта Буэнос-Айреса заключила с Элио официальное перемирие, признав его правителем Восточной полосы (исп. Banda Oriental) и половины сопредельной провинции Энтре-Риос.

12 октября 1811 г., когда предательство буэнос-айресцев сделалось очевидным, Хосе Хервасио Артигас объявил соглашение с Элио — «предательством общего дела». Полковник вышел из подчинения хунты отдал приказ к отступлению в провинцию Энтре-Риос. Его сторонники — военные и гражданские — последовали за ним. Это был великий исход библейских масштабов, «ориенталы» уходили целыми семьями — кто на повозках, кто пешком. 
Одни из них сожгли свои дома и имущество, т. к. не могли взять всё это с собой; другие прошли много миль пешком, ибо у них не было лошадей. Женщины, дети, старики - все они следовали за войском, проявляя огромную энергию и самоотречение в условиях жестоких лишений.
 — вспоминал впоследствии Артигас… Путь каравана шёл по гористой цепи Сан-Хосе. Массовое перемещение 16 тысяч «ориенталов» вошло в историографию как «Исход Уругвайского народа» (Уругвайский исход).

Лишь колючки встречаются в поле 

В эти горькие, чёрные дни! 

 — писал Бартоломе Идальго. До населённых мест дошли не все… К счастью, граждане Энтре-Риоса по-братски приняли беженцев.
Верховный правитель Соединённых провинций Ла-Платы Хервасио Антонио де Посадас назначил за голову «вождя ориенталов» Артигаса огромную награду. Посадас отправил на поимку Артигаса два воинских отряда — но те перешли на его сторону. Скоро влияние Артигаса распространилось и на провинцию Корриентес. Бартоломе Идальго написал песню «Марш восточных братьев» («Марш ориенталов»), ставшую боевым гимном. Слава поэта-патриота возрастала вместе со славой главкома Хосе Артигаса. В 1812 году Артигас назначил Идальго военным комиссаром Повстанческой армии.

В мае 1813 г. Артигас отправил делегацию ориенталов на Генеральную конституционную ассамблею Рио-де-Ла-Платы с проектом федерации, так называемыми «Инструкциями 13-го года». Выступая перед гаучо, Артигас сказал: 
Моя власть происходит от вас и ограничивается вашим суверенитетом.
 Заправилы Буэнос-Айреса отвергли проект Артигаса - и тогда он решил создать свою федерацию. В 1814 году Артигас создал «Лигу свободных народов» (исп. Liga de los Pueblos Libres), которая провозгласила его своим «Защитником» (исп. Protector). В следующем году ему удалось установить контроль над Монтевидео. 29 июня 1815 года на Восточном конгрессе в Консепсьон-дель-Уругвай была образована Федеральная Лига, в которую вошли Восточная провинция, Кордова, Корриентес, Энтре-Риос, Мисьонес и Санта-Фе. На этом конгрессе Артигас утвердил флаг, разработанный Мануэлем Бельграно с добавленной к нему красной диагонали в качестве символа федерализма. Прославляя эти события, Идальго написал стихотворение в жанре «сьелито». И вскоре вся Пампа пела под перезвон гитар:

Да здравствуют патриоты! 

Я славлю в сьелито крылатом 
 
Граждан нации новой - 
 
Пастуха, поэта, солдата! 

Пастух… поэт… солдат — это были три ипостаси самого автора! Кроме того, некоторое время Идальго исполнял обязанности министра финансов Федеральной Лиги.
В январе 1816 г. Бартоломе Идальго написал пьесу «Чувства одного патриота» («Sentimientos de un patriota»). В пьесе также были широко использованы фольклорные мотивы гаучо. 30 января 1816 года пьеса была срежиссирована автором и поставлена в театре «la Casa de Comedias (Coliseo)». Сразу после этого Идальго назначили директором театра. В том же году Идальго написал и срежиссировал ещё одну пьесу — «Гражданская свобода»… В апреле 1818 года чилийские войска, во главе с генералами Хосе де Сан-Мартином и Бернардо O’Хиггинсом, разгромили испанских роялистов в скалистой долине реки Майпу, создав базу для независимого государственного бытия Чили. Бартоломе Идальго посвятил победе Сан-Мартина и Хиггинса «Патриотическое сьелито, которое составил некий гаучо Санчес, дабы воспеть дело при Майпу» (Cielito a la Acción de Maipú).

Струны верные, прошу вас, 
 
Послужите в добрый час. 

При Майпу, как было дело, 

Поведу теперь рассказ... 

 — так начиналось «Патриотическое сьелито». В том же году Идальго написал «Эпиталаму дону Франсиско де Антунья» (Epitalamio a don Francisco de Antuña). В мае 1818 года Идальго переехал из Монтевидео в Буэнос-Айрес. 26 мая 1820 году Идальго женился на Хуане Кортина (Juana Cortina), уроженке Буэнос-Айреса. В 1819 г. Идальго написал ироническое «Сьелито-приветствие испанской экспедиции» (Cielito a la venida de la expedición española).
После поражения Артигаса и его эмиграции в Парагвай (сентябрь 1820 г.), Идальго опубликовал в 1821—22 гг. «Патриотические диалоги» («Diálogos patrióticos»), состоявшие из трёх поэтических диалогов между пастухами-гаучо Хасинто Чано и Рамоном Контрерасом. В первом из них Идальго осуждал вражду политических партий, ослаблявших своими распрями молодые латиноамериканские республики; во втором — призывал народ дать достойный отпор испанским и португальским войскам; в третьем даётся описание пышных Буэнос-Айресских торжеств в мае 1822 г. От имени Рамона Контрераса, Идальго говорит о равнодушии властей к судьбам ветеранов Войны за независимость: вдовы патриотов вынуждены торговать собой, чтобы прокормить детей!.. В 1821 г. Идальго написал «Сьелито о триумфе в Лиме и Кальяо» (Cielito, Al triunfo de Lima y el Callao).
В 1822 году болезнь лёгких и собственная нищета заставляют его поселиться в бедном хуторе Морон. 28 ноября 1822 году Бартоломе Хосе Идальго умирает от туберкулёза лёгких. Его некролог не появился в газетах, поэт был безо всяких почестей похоронен на Моронском кладбище.
Безвременно почивший Бартоломе Идальго справедливо считается зачинателем т. н. «литературы гаучо», претворившей богатейшую устно-песенную традицию этой удивительной нации — в «книжный формат»… Поэт-солдату не суждено было дожить до судьбоносной Экспедиции Тридцати Трёх (19 апреля 1825 года), окончательно освободившей Восточную провинцию.

## Благодарная память
В Монтевидео воздвигнут гранитный памятник Бартоломе Идальго, работы скульптора Рамона Бауса (Ramón Bauzá, 1899—1969).
В 1995 году Уругвайский Сенат объявил 24 августа (день рождения Бартоломе Идальго) — Днём Национального Пайядора.

## Сочинения
- Marcha Oriental: Himno Oriental (1811)
- Sentimientos d’un patriota (1816)
- La libertad civil (1816)
- El Triunfo (1816)
- Marcha Nacional Oriental (1816)
- Epitalamio a don Francisco de Antuña (1818)
- Cielito patriótico que compuso un gaucho para cantar a la Acción de Maipú (1818)
- Cielito Oriental
- Cielito de la Independencia
- Cielito a la venida de la expedición española (1819)
- Un gaucho de la Guardia del Monte contesta al Manifiesto de Fernando (1820)
- Cielito patriótico del gaucho Ramón Contreras (1820)
- Diálogo patriótico interesante (1821)
- Nuevo diálogo patriótico (1821)
- Al triunfo de Lima y el Callao (1821)
- Relación de las fiestas mayas (1822)